# 趙甬元

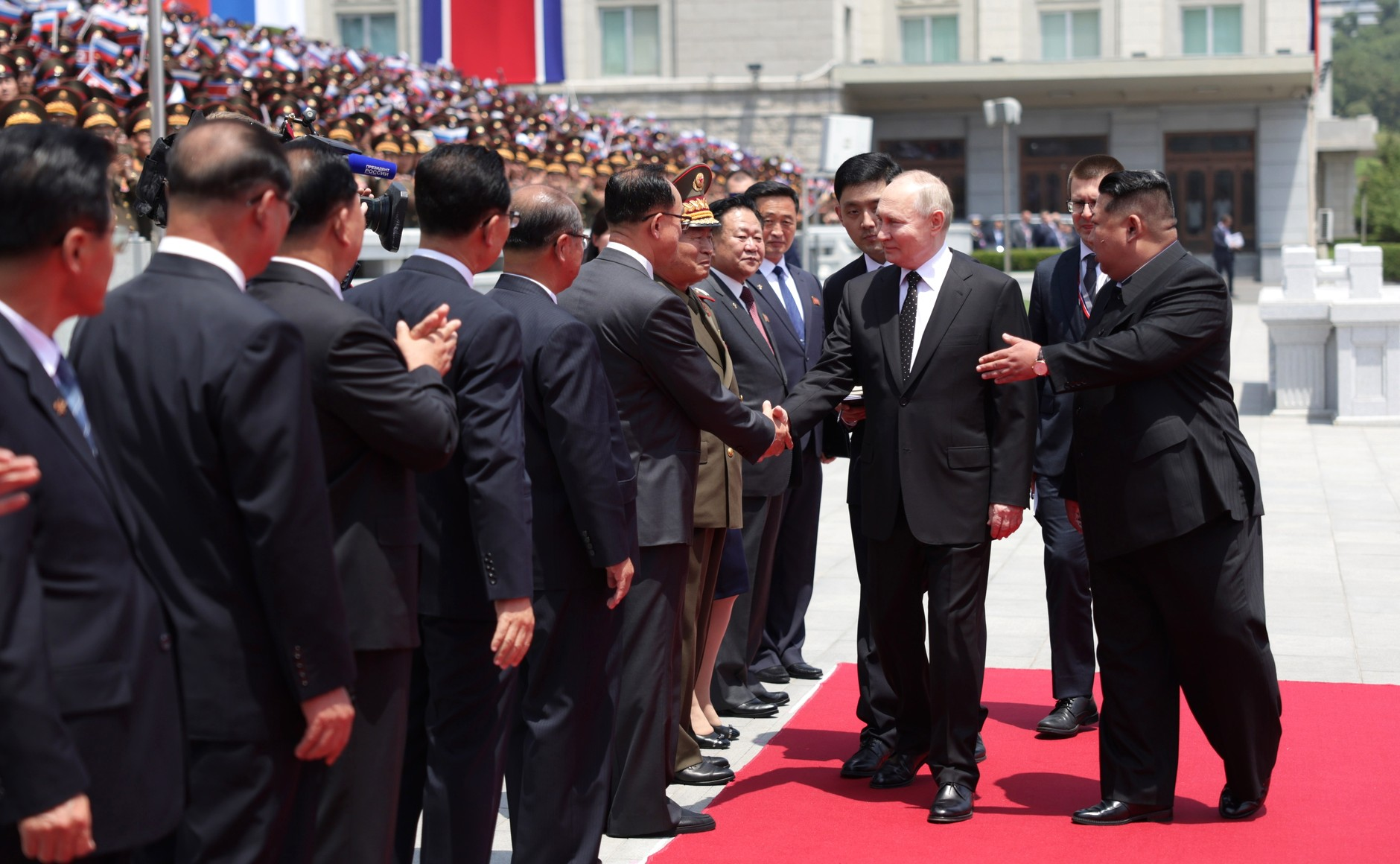
2024年露朝首脳会談の行事において、ウラジーミル・プーチン第4代ロシア連邦大統領と握手する趙甬元（2024年）

趙 甬元（チョ・ヨンウォン、朝鮮語: 조용원、1957年10月24日 - ）は、朝鮮民主主義人民共和国の政治家。朝鮮労働党政治局常務委員、党中央委員会組織担当書記、朝鮮労働党組織指導部長、党中央軍事委員会委員、国務委員会委員、前朝鮮労働党組織指導部第1副部長。軍階級は上将とみられる。このほか2021年1月の党大会で新設された党第一書記に任命されたのではないかという憶測もある。
2021年の朝鮮労働党第8期中央委員会発足時点での党内序列は金正恩総書記、崔竜海に次ぐ第3位であり、金正恩の最側近の一人。

## 経歴
生年月日や出生地など詳しいことは不明だったが、2017年の国連安保理決議2356号で制裁対象に指定された際に公表された生年月日は1957年10月24日だった。
中央日報の報道によると、義父は朝鮮人民軍上将で朝鮮人民軍総政治局副局長の元明均という。1957年、江原道通川郡（カンウォンド・トンチョン）の平凡な教育者家庭に生まれ、1995年に金日成総合大学物理学科を卒業後、教員になったが、。理工系出身者の優遇政策によって、江原道党委員会組織指導員に任命された。その後、党中央組織指導部に転じ、2012年に朝鮮労働党組織指導部第1副部長に就任した。
2014年から金正恩委員長の視察などに同行するようになり、2018年、2019年には同行した回数が幹部の中で最多となった。「2019年は随行回数1位、2020年は朝鮮人民軍総参謀長である朴正天に次いで2位であった」という観測もある。
脱北した元駐英北朝鮮公使太永浩によると、この背景には、金正恩委員長の指示と報告を組織指導部第1副部長として仲介しているからとされ、影の実力者とされる。
2016年の朝鮮労働党中央委員会第7期第1回総会で党中央委員会委員に選出された。2017年には人権侵害に関与したとしてアメリカ財務省から制裁対象に指定され、同年6月には国連安保理決議2356号で制裁対象とされ、資産凍結と海外渡航が禁止された。
2018年3月25日に金正恩党委員長（当時）が習近平党総書記との会談の為、訪中した際には随行した。2019年の第7期党中央委員会第4回総会で、党中央委員会政治局員候補に選出された。
2020年10月10日の党創建75周年記念軍事パレードでは上将（肩章の星が3つ）の軍服を着用して観閲した。
2021年1月10日の朝鮮労働党第8次大会で発足した第8期党中央委員会の第1回総会で党中央委員会政治局常務委員、党中央委員会組織担当書記、党中央軍事委員会委員に選出され、、党内序列を3位とし破格の出世を遂げた。このほか総書記より委任を受け会議を主宰できる事実上ナンバー2のポストとして、党大会で設置された第一書記にも任命されたのではないかという憶測が韓国の報道機関より流れている。
同年9月29日に開かれた最高人民会議第14期第5回会議第2日会議で国務委員会委員に補欠選挙された。
2022年6月の朝鮮労働党中央委員会第8期第5回総会拡大会議で朝鮮労働党中央委員会組織指導部長に任命された。
2025年2月28日の報道を最後に動静が途絶え、4月15日の太陽節に関連する報道にも名前がないなど2カ月近くも活動が見られないことから身辺に異変が起きた可能性があるとして、やはり長期間動静が報じられていない党書記の李日煥とともに韓国政府が注視の対象としていることが4月22日に韓国統一部の当局者によって明かされた。

## 参考サイト
- 북한정보포털